# Alessandra Viero
Alessandra Viero (Sandrigo, 16 aprile 1981) è una giornalista e conduttrice televisiva italiana.

## Biografia
Laureata in giurisprudenza presso l'Università di Trento con il massimo dei voti, ma ha collaborato con testate giornalistiche locali già prima di completare gli studi. È giornalista professionista dal 2006, ha lavorato per il Corriere del Veneto e nell'emittente locale Rete Veneta come conduttrice e inviata del Tg Bassano. Nel 2008 è arrivata a Mediaset, dove è stata assunta al TG4 come inviata e lettrice di agenzie in studio. Dal novembre 2011 è stata una delle conduttrici di punta di TGcom24, il canale all-news di Mediaset. Dal 4 al 29 giugno 2012 ha condotto su Canale 5 il rotocalco televisivo Pomeriggio Cinque Cronaca, co-prodotto da Videonews e News Mediaset, versione estiva di Pomeriggio Cinque. Dopo questa esperienza è tornata a TGcom24, precisamente conducendo, a turno con altri colleghi giornalisti, gli approfondimenti Nuovo Giorno e Pomeriggio, i telegiornali e la rassegna stampa.
L'8 agosto 2012 Mediaset ha comunicato ufficialmente la sua nomina a conduttrice di Domenica Cinque con Alessio Vinci su Canale 5 dal successivo mese di ottobre, ma il successivo 18 settembre Mediaset ha annunciato la sua sostituzione con Sabrina Scampini. Dal 10 giugno 2013 è approdata a Studio Aperto, telegiornale di Italia 1, dove ha realizzato vari servizi e dove conduceva l'edizione delle 12:25. Dal 4 ottobre 2013 sostituisce Sabrina Scampini (dapprima in pausa maternità, poi spostata in altre redazioni) accanto a Gianluigi Nuzzi a Quarto grado su Rete 4 mantenendo comunque la conduzione a Studio Aperto.
Dal 2014 i due giornalisti conducono il nuovo programma estivo di cronaca di Canale 5 Segreti e delitti, spin-off di Quarto grado. Nel 2022 e nel 2023 ha condotto alcune puntate del programma Controcorrente e dello spin-off Controcorrente - Prima serata, al posto di Veronica Gentili. Dal 16 al 26 maggio 2023 ha sostituito Barbara Palombelli nel programma Stasera Italia. Due anni dopo conduce Pomeriggio Cinque News.

## Vita privata
È legata sentimentalmente a Fabio Riveruzzi, un content editor umbro che lavora in ambito musicale, dal quale ha avuto un figlio nel 2017. Il 4 luglio 2021 la coppia si è sposata civilmente in Campidoglio a Roma.

## Programmi televisivi
- Tg Bassano (Rete Veneta, 2005-2008)
- TG4 (Rete 4, 2008-2011)
- TGcom24 (TGcom24, 2011-2013, 2016-2017)
- Pomeriggio Cinque Cronaca (Canale 5, 2012)
- Studio Aperto (Italia 1, 2013-2016)
- Quarto grado (Rete 4, 2013-2016, dal 2017)
- Segreti e delitti (Canale 5, 2014-2015)
- Il terzo indizio (Rete 4, 2016)
- Controcorrente (Rete 4, 2022-2023)
- Controcorrente - Prima serata (Rete 4, 2022-2023)
- Stasera Italia (Rete 4, 2023)
- Stasera Italia - Weekend (Rete 4, 2023)
- Pomeriggio Cinque News (Canale 5, 2025)

## Riconoscimenti
- 2010: Premio Penna d'Oca con la seguente motivazione: "per aver affrontato tutti gli aspetti umani ed economici di quei giorni terribili", in riferimento alle alluvioni che hanno colpito il Veneto
- 2012: Premio internazionale dell'informazione "Biagio Agnes", categoria Under 35